# 美國物理學會
美國物理學會（英語：American Physical Society）成立於1899年，是世界最大的物理學組織，發表十餘種科學期刊，每年舉辦20多項科學會議，約有四萬多會員。该学会亦是美国物理协会成员组织。

## 举行的重要会议
- 美国物理学会三月会议（APS March Meeting）：一年一度，主要内容为凝聚体物理学方向。
- 美国物理学会四月会议（APS April Meeting）：一年一度，主要内容为粒子物理学方向。

## 发行刊物
- 物理评论快报（Physical Review Letters）
- 物理評論系列（Physical Review）
- 现代物理评论（Review of Modern Physics）